# Rund um den Henninger-Turm 1981
Il Rund um den Henninger-Turm 1981, ventesima edizione della corsa, si svolse il 1º maggio su un percorso di 242 km, con partenza e arrivo a Francoforte sul Meno. Fu vinto dal belga Jos Jacobs della Capri Sonne davanti al tedesco occidentale Dietrich Thurau e all'altro belga Daniel Willems.

## Ordine d'arrivo (Top 10)
| Pos. | Corridore                  | Squadra                     | Tempo    |
| ---- | -------------------------- | --------------------------- | -------- |
| 1    | Jos Jacobs                 | Capri Sonne                 | 6h43'52" |
| 2    | Dietrich Thurau            | Kotter s Racing Team-GBC    | a 5"     |
| 3    | Daniel Willems             | Capri Sonne                 | a 10"    |
| 4    | Francesco Moser            | Famcucine-Campagnolo        | s.t.     |
| 5    | Sean Kelly                 | Splendor-Wickes-Europ Decor | s.t.     |
| 6    | Jean-Philippe Vandenbrande | Safir-Ludo-Galli            | s.t.     |
| 7    | Eddy Schepers              | DAF Trucks-Cote d'Or        | s.t.     |
| 8    | Gerrie Knetemann           | Ti-Raleigh-Creda            | s.t.     |
| 9    | Hennie Kuiper              | DAF Trucks-Cote d'Or        | s.t.     |
| 10   | Adrie van der Poel         | DAF Trucks-Cote d'Or        | s.t.     |